# Giovanni Bonalino
Giovanni Bonalino (* um 1575 in Roveredo (Kanton Graubünden); † 1633 in Bamberg) war ein eidgenössischer, in Deutschland tätiger Architekt, Baumeister und Maurermeister. Er war ab etwa 1619 Hofbaumeister in Bamberg.

## Leben

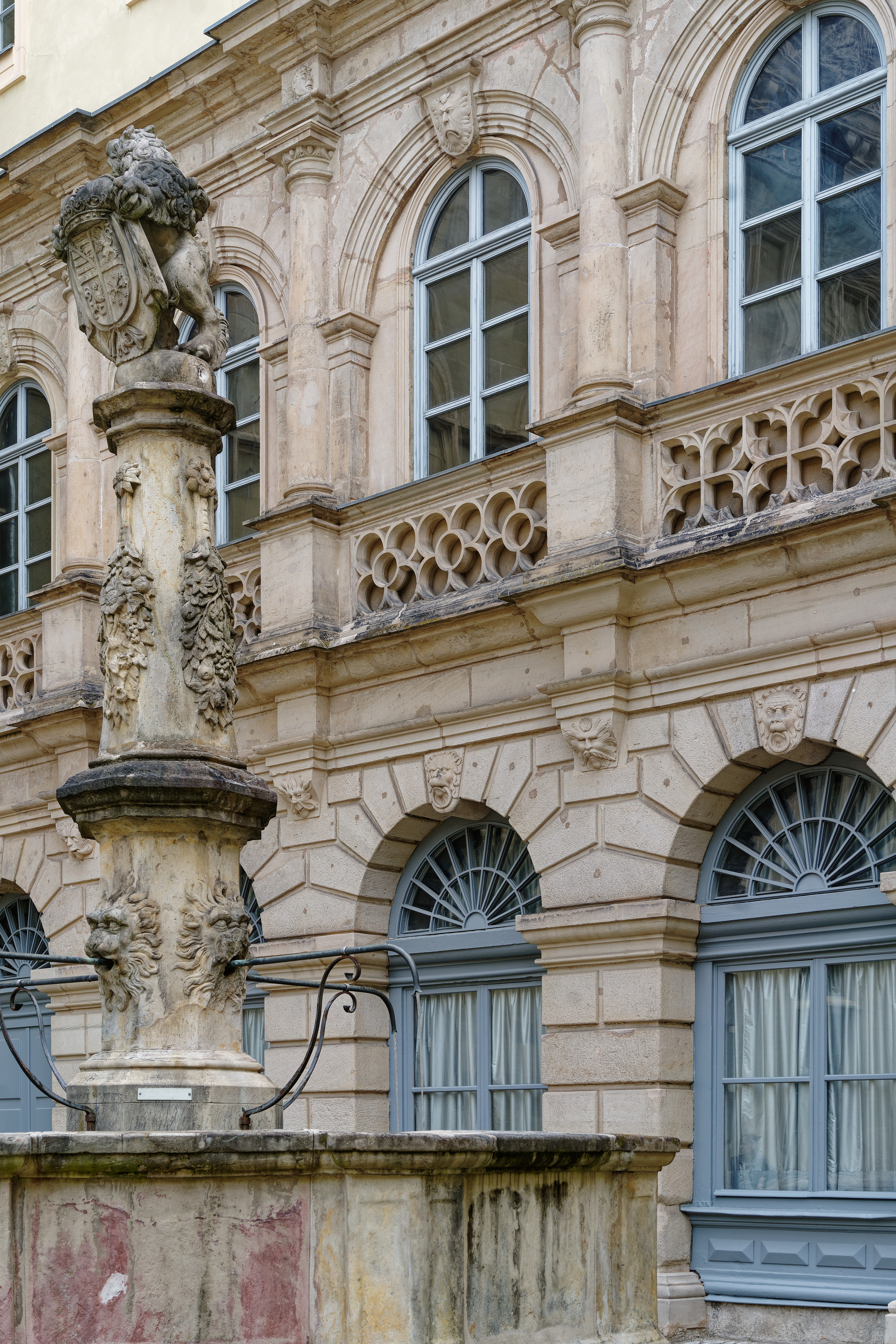
Giovanni Bonalino: Altan im südlichen Hof der Ehrenburg zu Coburg, 1623

Bonalinos Tätigkeit als Baumeister lässt sich erstmals 1614 bei einem Bau im Umfeld von Scheßlitz nachweisen, wo er wohl in zweiter Ehe eine Anna Bäuerlein ehelichte.
1619 war Bonalino als Baumeister des Bischofs in Bamberg bekannt und wurde damals vom Herzog von Sachsen-Weimar für den Wiederaufbau des Schlosses in Weimar angefragt. Ab 1623 war er im Herzogtum Sachsen-Coburg tätig, bevor er 1628 das Haus zum Kamel in der Kesslerstraße in Bamberg erwarb und sich permanent in der Hochstifts-Hauptstadt niederließ.
Bonalino arbeitete auch mit seinem Bruder Giacomo Bonalio (deutsch Jakob Bonalino) zusammen, der in Würzburg bei der Wiedererrichtung der Neubaukirche bzw. bei der Abtragung zuvor zerstörter Gewölbereste tätig war; mit Lazaro Agustoni baute er den Kiliansdom von Würzburg um. In Bamberg verlor er 1632 einen Sohn und starb dort 1633. Seine Witwe zog nach dem Tod ihres Mannes wieder nach Scheßlitz und verstarb dort am 29. April 1639.
Seine Tätigkeit ist in Bamberg, Scheßlitz, Schönfeld, Kleukheim, Neufang, Weismain, Seußling, Coburg (Schloss Ehrenburg) und Weimar (Schloss Hornstein) nachgewiesen.

## Werk

### Altendorf
- Hauptstraße 27, Pfarrhaus und Pfarrhof (1623–1625)[4]

### Bamberg
- der Chorbau der Kollegiatstiftskirche St. Stephan[5]
- das Kapuzinerkloster mit Kirche

### Coburg
- dem Altanbau an (Schloss Ehrenburg)

### Ebensfeld
- Katholische Pfarrkirche Sankt Wolfgang in Kleukheim,  Chor und Turm, 1625–26

### Frensdorf
- Pfarrhaus

### Gößweinstein
- Franziskanerklosterkirche St. Maria (Denkmalliste)

### Neufang
- St. Laurentius

### Neunkirchen am Brand
- Kapelle zum Heiligen Grab (1623; Denkmalliste)

### Schönfeld (Hollfeld)
- Katholische Pfarrkirche Heilig Kreuz (1619–1622)

### Scheßlitz
- Wallfahrtskirche auf dem Gügel

### Weimar
- Schloss Hornstein

### Würzburg
- Universitätskirche